# Erdluitle
 (juillet 2010).
Si vous disposez d'ouvrages ou d'articles de référence ou si vous connaissez des sites web de qualité traitant du thème abordé ici, merci de compléter l'article en donnant les références utiles à sa vérifiabilité et en les liant à la section « Notes et références ».
L'erdluitle (« peuple de la terre ») est, dans les folklores allemands et italiens, un nain montagnard très ancien. On peut le rapprocher du stilles volk (ou quiet folk), dont le nom veut dire « peuple tranquille ». Ceux-ci redoutent le tintement des cloches ou les rayons de l'astre du jour, ce qui explique qu'il se cache dans les grottes dont il extrait des minerais qui le rendent richissime. On dit que ces deux êtres pourraient éventuellement se métamorphoser en diamant. 

## Morphologie
Sa taille ne dépasse pas celle d'un enfant de sept ans. De plus, il possède un pouvoir analogue à celui des tempestaires, contrôlant ainsi tempêtes, averses ou avalanches. Il est d'une grande aide aux paysans alentour car il leur indique, tel un almanach, quand ensemencer ou moissonner. 